# Албания във Втората световна война
Албания е засегната и участва във Втората световна война от самото начало на конфликта.
Страната преминава последователно през италианска и германска окупация и е овладяна от комунистите през ноември 1944 г. В Косово, което е анексирано от Албания през 1941 г., войната на Бали Комбътар срещу комунистическите власти продължава до началото на пролетта на 1945 година.

## Италианска окупация
На 7 април 1939 г. италианските войски нахлуват в Албания и бързо я окупират. Кампанията е част от амбициите на фашисткия лидер Бенито Мусолини да изгради италианска империя и е предхождана от операцията в Абисиния, но за разлика от нея е успешна. Инвазията е водена от ген. Алфредо Гуцони, а италианските войски са разделени на три групи. Най-важна е първата, която е разпределена на четири колони, всяка от които акостира в албанско пристанище, след което поема към важна стратегическа цел във вътрешността. Албанските сили правят опит да окажат съпротива, но бързо са сломени и още на 12 април италианците влизат в столицата Тирана. Изправен пред разгром, албанският крал Зог I бяга от страната, която е обявена за италиански протекторат. Отначало той е оглавен от видния местен земевладелец Шевкет Верлачи, а скоро след това от Франческо Якомони, носещ титлата ген.-лейтенант на краля. За около година Италия практически превръща Албания в своя колония и я използва като база за нахлуването в Гърция през октомври 1940 г. Първоначално италианската армия постига успехи, настъпвайки на гръцка територия, но те впоследствие са разбити и изтласкани от Епир, като военните действия се пренасят на албанска територия. Това принуждава Хитлер да се намеси на страната на своя съюзник Мусолини. Военната операция на силите на Оста срещу Гърция протича едновременно с тази срещу Югославия. Във връзка с успешния развой на съвместните военни операции, известни съответно като Ауфмарш 25 и Марита на 21-24 април 1941 г. във Виена се състои среща на Рибентроп с Галеацо Чано. На нея е подписан т. нар. „Виенски протокол“ чрез който е договорена демаркационна линия, която става известна под името „Виенска линия“ и чертае италианската зона на Балканите. На Италия се предоставя за окупиране и Черна гора, Албания и почти цяло Косово. Също така са ѝ предоставени части от западна Вардарска Македония с цел за създаването на „Велика Албания“.

## Германска окупация
Капитулацията на Италия на 8 септември 1943 година дава силен тласък на Албанската съпротива. Италианските войски се изтеглят неорганизирано от страната, партизаните установяват контрол над голямо количество оръжие, а около 1500 италиански дезертьори се присъединяват към Съпротивата, където се създава дивизията „Антонио Грамши“. В същото време в Албания са въведени германски войски, за да предотвратят евентуален десант на Балканите. Германците пленяват 90 хиляди италианци и признават независимостта на Албания, политическите затворници са освободени, а профашисткото правителство е заменено с политици от различни партии от предвоенния период. Бали Комбътар и монархистите подкрепят новото правителство, но продължават да поддържат военните си формирования, които участват в активни военни действия срещу югославските партизани, както и в изселвания на сръбски и черногорски колонисти от северните части на страната. През лятото на 1944 г. немците формират планинска дивизия под името „Скендербег“ (1-ва албанска) дивизия, влизаща в състава на войските, като нейна основа става Бали Комбътар. През ноември същата година е присъединена към 7-а СС доброволческа планинска дивизия „Принц Ойген“.

## Съпротива
Албанската съпротива през Втората световна война война е поставено малко след италианската окупация, като първоначално движението е разделено на две — привържениците на връщането на крал Зогу I от Легалисткото движение, водени от генерал Абаз Купи, и републикански националистически групи, образували след това оглавената от Митхат Фрашъри организация Бали Комбътар. Републиканците имат по-голямо влияние от монархистите, като са особено популярни в присъединените през 1941 година към Албанското кралство Косово и западна Македония. Комунистическото направление на Албанската съпротива започва да се организира едва след началото на войната със Съветския съюз през лятото на 1941 година. През ноември, с активното участие на функционери на Югославската комунистическа партия и като нейно подразделение, е създадена Албанската комунистическа партия, оглавена от сътрудника на Коминтерна Енвер Ходжа. Следвайки единофронтовската политика на Коминтерна, през септември 1942 година комунистите успяват да привлекат все повече губещите влияние монархисти и някои местни групи в Националноосвободителен фронт, но Бали Комбътар продължава да е водещата организация на съпротивата.
През пролетта на 1943 година по решение на Югославската народна освободителна армия комунистите създават Националноосвободителна армия, която има два отделни щаба — един за старата територия на Албания, оглавен от Енвер Ходжа, и друг за Косово, начело с Фадил Ходжа. И двата щаба са поставени под надзора на Светозар Вукманович. През лятото на 1943 година Националноосвободителния фронт и Бали Комбътар се споразумяват за общи действия и създаване на съвместен Комитет за спасение на Албания. Споразумението се обявява за независима Албания в граници, съответстващи на националното самоопределение на населението. По тази причина и под югославски натиск малко по-късно комунистите се оттеглят от него, а през есента монархистите напускат Националноосвободителния фронт. Комунистите продължават да имат голямо влияние в южна Албания. През лятото на 1944 г. партизаните изземат инициативата и в края на юли те отново заемат големи площи в централните и северни части на страната. През есента българската армия организира специална операция срещу войски на Третия райх в Косово. Проведена е в периода 21 октомври - 21 ноември 1944. Целта ѝ е да се прекъсне пътя на оттеглящите се от Гърция група армии „Е“ на Вермахта. Настъплението на българската армия е подкрепено от Югославските народоосвободителни войски, както и от Албанската народноосвободителна войска, които преграждат пътищата на отстъпление на германските войски и балистите. До 22 ноември хитлеристките войски се изтеглят и в ръцете на българската армия попада Прищина.

## Комунистическа Албания
На 29 ноември 1944 г. Албания е освободена от Националното движение за освобождение, което успява да прогони изтеглящата се германска Група армии „Ф“. Антифашистки национален съвет, формиран през май, става временно правителство на страната. Правителството на Националното движение за освобождение е доминирано от Комунистическата партия на Албания, както и първият секретар на партията, Енвер Ходжа, който става премиер на Народна социалистическа република Албания. След налагането на комунистическа власт в Албания албански партизани подпомагат югославските в Черна гора и Босна и Херцеговина. В същото време активисти на Бали Комбътар яростно се противопоставят на югославската армия в Косово до пролетта на 1945 година.